# Matemale
Matemale (in catalano Matamala) è un comune francese di 301 abitanti situato nel dipartimento dei Pirenei Orientali nella regione dell'Occitania.

## Società

### Evoluzione demografica
Abitanti censiti